# بارند عليا
بارند عليا هي قرية في مقاطعة سميرم، إيران. عدد سكان هذه القرية هو 302 في سنة 2006.